# Облици од облака 2. део
Облици од облака 2. део је хип хоп албум, четврти по реду српског репера Блоковског. Представља наставак албума Облици од облака 1. део, а објављен је 25. маја 2008. године на компакт-диск формату за независну хипхоп издавачку кућу Царски рез.
На албуму се налази једанаест песама, а на њему су гостовали Babble Goons, Артифекз, Рапсод, Маузер и Мјан. За битове су били задужени Куер, Жози, T-Blazer, HighDuke, Roycter, AC3PO, Пета, 3man и Мјан. Извршни продуцент албума био је Скуби.
За овај албум, Блоковски је добио признање за демо албум године, од стране веб-портала serbiaunderground.com. Сингл под називом Ха-ха који се нашао на албуму добио је позитивне критике од стране хип хоп публике, а изгласан је за демо сингл године.

## Песме
| Бр. | Назив песме           | Гости             | Продукција | Трајање |
| --- | --------------------- | ----------------- | ---------- | ------- |
| 1.  |                       |                   | Куер       | 02:50   |
| 2.  | Тако млада            |                   | Жози       | 03:04   |
| 3.  | Телешоп               |                   |            | 02:52   |
| 4.  | Wheel of pain         |                   |            | 04:19   |
| 5.  | Dream on              |                   |            | 02:44   |
| 6.  | Ха-ха                 |                   |            | 01:13   |
| 7.  | Свет за моје зидове   | Артифекз и Рапсод | Пета       | 02:51   |
| 8.  | Сцена без имена       |                   |            | 03:46   |
| 9.  | Осети се              |                   | Куер       | 01:42   |
| 10. | Наша ствар (low live) | Маузер и Мјан     | Мјан       | 04:07   |
| 11. | Победа и пораз        |                   |            | 02:58   |